# Хмелівка (Рівненський район)
Хмелі́вка — село в Україні, в Рівненському районі Рівненської області. Населення становить 309 осіб.
Біля села розташована ботанічна пам'ятка природи — «Старі дуби».

## Населення
За переписом населення 2001 року в селі мешкало 306 осіб.

### Мова
Розподіл населення за рідною мовою за даними перепису 2001 року:
| Мова       | Відсоток |
| ---------- | -------- |
| українська | 99,35 %  |
| російська  | 0,65 %   |